# Bensåsen
Bensåsen är en by i Garpenbergs socken, Hedemora kommun.
Bensåsen omtalas i dokument första gången i dokument 1650 och beboddes då av Jöns Finne. De första innevånarna har varit finska nybyggare. 1678 fanns sex hushåll i byn. Som störst var byn på 1840-talet med omkring 100 innevånare. Från slutet av 1600-talet förekom även gruvbrytning på ägorna, och 1783 skedde utmål på tre gruvor i Bensåsen, av vilka Skinngruvan ägdes av markägarna i Bensåsen medan Brandtgruvan och Långgruvan ägdes av Horndals bruk. Jan Ersson i Bensåsen tog 1841 ur mutsedel på Herrgruvan, men sålde 1842 Herrgruvan, Aldersgruvan och Storgruvan till Garpenbergs bruk. Garpenbergs bruk använde under en tid gruvan, men den förefaller därefter ha legat öde. Stora Långviks Gruf AB började 1883 gruvbrytning i gruvan, 1916 skedde en modernisering och satsning på storskalig brytning. 1930 upphörde gruvbrytningen i Bensåsen och verksamheten överflyttades till grannbyn Jelken.
Garpenbergs bruk gjorde sig under 1800-talet till allt större markägare i byn, 1853 inköptes byns största fastighet. Vid laga skifte 1854 var fem av byns elva gårdar ägda av bruket. Från 1870-talet börjar många av byns barnrika bondfamiljer att överge byn och befolkningen minskade. Emigration till Amerika bidrog också. Från sekelskiftet 1900 började dock befolkningen åter att öka, främst genom ökad kolning och gruvdrift. Vid Garpenbergs bruks konkurs 1910 övertogs dess gårdar i byn av Jernkontoret och Norrköpings Enskilda Bank. Efter många turer köptes de 1915 av Domänverket.  I samband med den ökade gruvdriften uppfördes omkring 1920 fyra flerfamiljshus. Sedan gruvdriften även i Jelken upphört vid mitten av 1930-talet avfolkades de och revs. Från 1940-talet började Domänverket att även köpa in övriga fastigheter i byn. Samtidigt minskade intresset för att överta arrendet varefter de tidigare brukarna pensionerades, och i takt med att de övergavs revs husen och åkrarna planterades med granskog. 1965 lämnade den siste arrendatorn i Bensåsen sitt kontrakt. År 1997 fanns ännu tre privatägda fastigheter kvar i byn.